# Kategoria Superiore 2015-2016
La Kategoria Superiore 2015-2016 è stata la 77ª edizione della massima serie del campionato albanese di calcio. La stagione, iniziata il 21 agosto 2015, si è conclusa il 18 maggio 2016. Lo Skënderbeu aveva vinto il campionato per il sesto anno consecutivo, titolo revocato nel 2017 per presunte combine e poi restituito nel 2018. Hamdi Salihi dello Skënderbeu ha vinto la classifica marcatori con 27 reti realizzate. Il Bylis Ballsh ed il Tërbuni Pukë sono stati retrocessi in Kategoria e Parë.

## Stagione

### Novità
Bylis Ballsh e Tërbuni Pukë sono state promosse dalla Kategoria e Parë, al posto delle retrocesse Apolonia Fier ed Elbasani.

### Formato
La squadra campione è ammessa al secondo turno di qualificazione della UEFA Champions League 2016-2017.

La seconda e la terza classificata sono ammesse al primo turno di qualificazione della UEFA Europa League 2016-2017.

Le ultime due classificate sono retrocesse direttamente in Kategoria e Parë.

## Squadre partecipanti
| Club              | Città   | Stadio              | Posizione 2014-2015             |
| ----------------- | ------- | ------------------- | ------------------------------- |
| Bylis Ballsh      | Ballsh  | Stadiumi Adush Muça | 1º posto in Kategoria e Parë    |
| Flamurtari Valona | Valona  | Stadio Flamurtari   | 6º posto in Kategoria Superiore |
| Kukësi            | Kukës   | Stadio Zeqir Ymeri  | 2º posto in Kategoria Superiore |
| Laçi              | Laç     | Stadio Laçi         | 5º posto in Kategoria Superiore |
| Partizani Tirana  | Tirana  | Stadio Qemal Stafa  | 3º posto in Kategoria Superiore |
| Skënderbeu        | Coriza  | Stadio Skënderbeu   | Campione d'Albania              |
| Tërbuni Pukë      | Pukë    | Stadiumi Tërbuni    | 2º posto in Kategoria e Parë    |
| Teuta             | Durazzo | Stadio Niko Dovana  | 8º posto in Kategoria Superiore |
| Tirana            | Tirana  | Stadio Qemal Stafa  | 4º posto in Kategoria Superiore |
| Vllaznia          | Scutari | Stadio Loro-Boriçi  | 7º posto in Kategoria Superiore |

## Classifica finale
|  | Pos. | Squadra           | Pt | G  | V  | N  | P  | GF | GS | DR  |
|  | ---- | ----------------- | -- | -- | -- | -- | -- | -- | -- | --- |
|  | 1.   | Skënderbeu        | 79 | 36 | 25 | 4  | 7  | 73 | 27 | +46 |
|  | 2.   | Partizani Tirana  | 74 | 36 | 21 | 11 | 4  | 51 | 21 | +30 |
|  | 3.   | Kukësi            | 63 | 36 | 18 | 9  | 9  | 41 | 25 | +16 |
|  | 4.   | Teuta             | 63 | 36 | 18 | 9  | 9  | 43 | 28 | +15 |
|  | 5.   | Tirana            | 53 | 36 | 13 | 14 | 9  | 37 | 25 | +12 |
|  | 6.   | Vllaznia          | 39 | 36 | 11 | 6  | 19 | 36 | 42 | -6  |
|  | 7.   | Laçi              | 36 | 36 | 8  | 12 | 16 | 30 | 48 | -18 |
|  | 8.   | Flamurtari Valona | 35 | 36 | 9  | 11 | 16 | 34 | 44 | -10 |
|  | 9.   | Bylis Ballsh      | 32 | 36 | 8  | 8  | 20 | 27 | 53 | -28 |
|  | 10.  | Tërbuni Pukë      | 18 | 36 | 4  | 6  | 26 | 22 | 81 | -59 |

Legenda:
      Campione d'Albania e ammessa alla UEFA Champions League 2016-2017
      Ammesse alla UEFA Europa League 2016-2017
      Retrocesse in Kategoria e Parë 2016-2017
Note:
Tre punti a vittoria, uno a pareggio, zero a sconfitta.
Flamurtari Valona -3 punti

## Risultati

### Prima fase (1ª-18ª giornata)
| Andata (1ª)  | Andata (1ª) | 1ª giornata              | Ritorno (10ª) | Ritorno (10ª) |
|              |             |                          |               |               |
| 21 ago. 2015 | 1-1         | Partizani Tirana-Laçi    | 3-2           | 7 nov. 2015   |
| 21 ago. 2015 | 0-1         | Flamurtari Vallona-Teuta | 1-3           | 7 nov. 2015   |
| 21 ago. 2015 | 2-0         | Kukesi-Bylis Ballsh      | 1-1           | 7 nov. 2015   |
| 21 ago. 2015 | 1-2         | Terbuni Puke-KF Tirana   | 0-3           | 7 nov. 2015   |
| 21 ago. 2015 | 0-1         | Vllaznia-Skenderbeu      | 1-3           | 7 nov. 2015   |

| Andata (2ª)  | Andata (2ª) | 2ª giornata                         | Ritorno (11ª) | Ritorno (11ª) |
|              |             |                                     |               |               |
| 28 ago. 2015 | 2-1         | Partizani Tirana-Flamurtari Vallona | 0-0           | 18 nov. 2015  |
| 28 ago. 2015 | 2-0         | Teuta-Vllaznia                      | 1-0           | 18 nov. 2015  |
| 28 ago. 2015 | 1-1         | Laçi-KF Tirana                      | 0-0           | 18 nov. 2015  |
| 28 ago. 2015 | 1-0         | Skenderbeu-Kukesi                   | 1-2           | 18 nov. 2015  |
| 28 ago. 2015 | 0-2         | Bylis Balls-Terbuni Puke            | 2-4           | 18 nov. 2015  |

| Andata (3ª)  | Andata (3ª) | 3ª giornata               | Ritorno (12ª) | Ritorno (12ª) |
|              |             |                           |               |               |
| 12 set. 2015 | 3-0         | Kukesi-Teuta              | 0-1           | 22 nov. 2015  |
| 12 set. 2015 | 0-0         | KF Tirana-Bylis Ballsh    | 1-0           | 22 nov. 2015  |
| 12 set. 2015 | 0-2         | Terbuni Puke-Skenderbeu   | 0-4           | 22 nov. 2015  |
| 12 set. 2015 | 1-2         | Vllaznia-Partizani Tirana | 0-1           | 22 nov. 2015  |
| 12 set. 2015 | 0-0         | Flamurtari Vallona-Laçi   | 1-2           | 22 nov. 2015  |

| Andata (4ª)  | Andata (4ª) | 4ª giornata                 | Ritorno (13ª) | Ritorno (13ª) |
|              |             |                             |               |               |
| 19 set. 2015 | 2-0         | Partizani Tirana-Kukesi     | 1-0           | 29 nov. 2015  |
| 19 set. 2015 | 3-1         | Teuta-Terbuni Puke          | 1-0           | 29 nov. 2015  |
| 19 set. 2015 | 2-0         | Flamurtari Vallona-Vllaznia | 0-4           | 29 nov. 2015  |
| 19 set. 2015 | 3-1         | Laçi-Bylis Ballsh           | 0-1           | 29 nov. 2015  |
| 19 set. 2015 | 2-1         | Skenderbeu-KF Tirana        | 2-1           | 29 nov. 2015  |

| Andata (5ª)  | Andata (5ª) | 5ª giornata                   | Ritorno (14ª) | Ritorno (14ª) |
|              |             |                               |               |               |
| 26 set. 2015 | 2-0         | KF Tirana-Teuta               | 0-0           | 3 dic. 2015   |
| 26 set. 2015 | 1-2         | Terbuni Puke-Partizani Tirana | 0-4           | 3 dic. 2015   |
| 26 set. 2015 | 1-4         | Bylis Ballsh-Skenderbeu       | 0-4           | 3 dic. 2015   |
| 26 set. 2015 | 0-1         | Vllaznia-Laçi                 | 0-2           | 3 dic. 2015   |
| 26 set. 2015 | 1-0         | Kukesi-Flamurtari Vallona     | 1-0           | 3 dic. 2015   |

| Andata (6ª) | Andata (6ª) | 6ª giornata                     | Ritorno (15ª) | Ritorno (15ª) |
|             |             |                                 |               |               |
| 3 ott. 2015 | 1-1         | Vllaznia-Kukesi                 | 0-1           | 7 dic. 2015   |
| 3 ott. 2015 | 1-0         | Partizani Tirana-KF Tirana      | 0-0           | 7 dic. 2015   |
| 3 ott. 2015 | 7-0         | Flamurtari Vallona-Terbuni Puke | 0-1           | 7 dic. 2015   |
| 3 ott. 2015 | 3-0         | Teuta-Bylis Ballsh              | 1-2           | 7 dic. 2015   |
| 3 ott. 2015 | 0-3         | Laçi-Skenderbeu                 | 0-4           | 7 dic. 2015   |

| Andata (7ª)  | Andata (7ª) | 7ª giornata                   | Ritorno (16ª) | Ritorno (16ª) |
|              |             |                               |               |               |
| 16 ott. 2015 | 2-2         | Skenderbeu-Teuta              | 1-0           | 13 dic. 2015  |
| 16 ott. 2015 | 1-1         | KF Tirana-Flamurtari Vallona  | 2-0           | 13 dic. 2015  |
| 16 ott. 2015 | 0-3         | Terbuni Puke-Vllaznia         | 0-2           | 13 dic. 2015  |
| 16 ott. 2015 | 1-0         | Kukesi-Laçi                   | 1-1           | 13 dic. 2015  |
| 16 ott. 2015 | 1-2         | Bylis Ballsh-Partizani Tirana | 1-1           | 13 dic. 2015  |

| Andata (8ª)  | Andata (8ª) | 8ª giornata                     | Ritorno (17ª) | Ritorno (17ª) |
|              |             |                                 |               |               |
| 24 ott. 2015 | 2-2         | Laçi-Teuta                      | 1-0           | 19 dic. 2015  |
| 24 ott. 2015 | 2-1         | Partizani Tirana-Skenderbeu     | 0-1           | 19 dic. 2015  |
| 24 ott. 2015 | 1-1         | Vllaznia-KF Tirana              | 0-0           | 19 dic. 2015  |
| 24 ott. 2015 | 0-0         | Flamurtari Vallona-Bylis Ballsh | 3-2           | 19 dic. 2015  |
| 24 ott. 2015 | 1-0         | Kukesi-Terbuni Puke             | 1-1           | 19 dic. 2015  |

| Andata (9ª)  | Andata (9ª) | 9ª giornata                   | Ritorno (18ª) | Ritorno (18ª) |
|              |             |                               |               |               |
| 31 ott. 2015 | 0-1         | Teuta-Partizani Tirana        | 2-1           | 23 dic. 2015  |
| 31 ott. 2015 | 3-1         | Bylis Ballsh-Vllaznia         | 0-1           | 23 dic. 2015  |
| 31 ott. 2015 | 2-1         | KF Tirana-Kukesi              | 1-2           | 23 dic. 2015  |
| 31 ott. 2015 | 2-0         | Skenderbeu-Flamurtari Vallona | 2-0           | 23 dic. 2015  |
| 31 ott. 2015 | 1-1         | Terbuni Puke-Laçi             | 0-0           | 23 dic. 2015  |

## Statistiche

### Classifica marcatori
| Gol |  |  | Giocatore      | Squadra          |
| --- |  |  | -------------- | ---------------- |
| 27  |  |  | Hamdi Salihi   | Skënderbeu       |
| 21  |  |  | Xhevahir Sukaj | Partizani Tirana |
| 15  |  |  | Segun Adeniyi  | Skënderbeu       |
| 14  |  |  | Elis Bakaj     | Tirana           |
| 10  |  |  | Izair Emini    | Kukësi           |
| 10  |  |  | Peter Olayinka | Skënderbeu       |
| 9   |  |  | Artur Magani   | Teuta            |
| 7   |  |  | Ardit Hoxhaj   | Bylis Ballsh     |
| 7   |  |  | Mateus         | Kukësi           |
| 7   |  |  | Emiljano Musta | Teuta            |

## Verdetti finali
- Skënderbeu (1º classificato) qualificato al secondo turno preliminare della UEFA Champions League 2016-2017.
- Partizani Tirana (2º classificato), Kukësi (3º classificato) e Teuta (4º classificato) qualificati al primo turno preliminare della UEFA Europa League 2016-2017.
- Bylis Ballsh (9º classificato) e Tërbuni Pukë (10º classificato) retrocessi in Kategoria e Parë.